# Justin Sun

Justin Sun (chinois : 孙宇晨 ; pinyin : Sūn Yǔchén, né le 30 juillet 1990) est un entrepreneur technologique chinois, fondateur de la plate-forme de cryptomonnaie TRON et actuel PDG de Rainberry, Inc. Il est le fondateur et PDG de l'application sociale mobile Peiwo.

## Formation

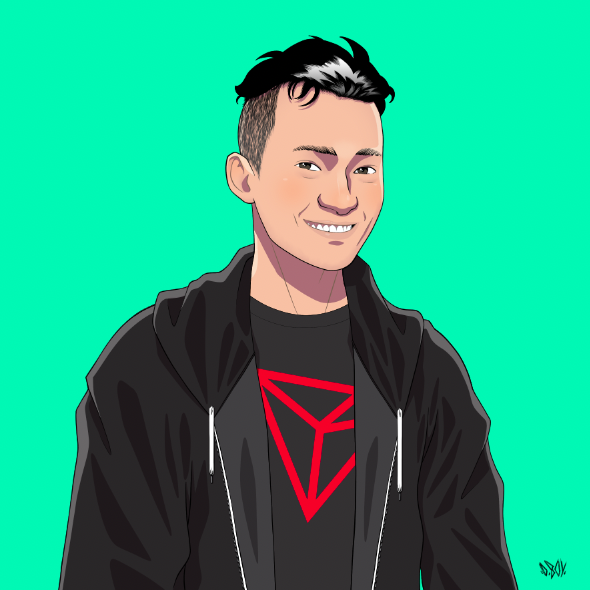
Portrait Nft

Justin Sun est titulaire d'une maîtrise en études sur l'Asie de l'Est de l'Université de Pennsylvanie et d'un B.A. en histoire de l'Université de Pékin.

## Carrière
À 26 ans, Sun a été choisi par Jack Ma pour étudier à l'Université Hupan et était le seul millennial parmi les premiers diplômés[réf. nécessaire]. Sun est devenu la figure de proue de Yazhou Zhoukan en 2011 et de Davos Global Youth Leaders en 2014. En 2015, il a été nommé nouvel entrepreneur le plus remarquable de CNTV et a été nommé dans Forbes China 30 Under 30 de 2015 à 2017.
En 2017, il fonde la plateforme TRON et la cryptomonnaie TRX. Banni de Chine, il s'enfuit aux USA. En 2018 il rachète BitTorrent pour 170 m$, et crée la cryptomonnaie BTT. Puis il achète Polloniex. En 2024 il crée Sunpump une plateforme qui permettrait à tout un chacun de créeer sa propre monnaie virtuelle.
Sun a placé une offre record de 4,5 millions de dollars pour un déjeuner privé avec le PDG de Berkshire Hathaway, Warren Buffett, en juin 2019,, avant de l'annuler à la surprise générale,. Le déjeuner avec Buffett a finalement eu lieu en janvier 2020.
Le 11 mars 2021, Sun était le sous-enchérisseur de l'enchère historique de 69 millions de dollars chez Christie's New York de la collection de jetons non fongibles de Beeple (NFT) Everydays: the First 5000 Days.
En octobre 2021, Sun a participé à un tour de table de 65 millions de dollars à Animoca.
En décembre 2021, la Grenade nomme Justin Sun ambassadeur auprès de l'Organisation mondiale du commerce pour stimuler la croissance économique locale grâce aux technologies numériques Il s'installe à Genève.
Le même mois, Sun a annoncé qu'il était le gagnant de l'enchère de Blue Origin avec une offre de 28 millions de dollars pour être le premier passager payant à voler sur le véhicule New Shepard. Il n'a pas pu effectuer cette mission. Cependant, il a acheté un vol complet de New Shepard pour le dernier trimestre de 2022 et a l'intention de sélectionner cinq autres participants.
En octobre 2024, Sun est élu "représentant du Congrès " et reconnu comme premier ministre du Liberland (micro-nation état autoproclamé depuis 2015) qui se prétend situé (mais sans détenir aucun contrôle légal) sur un canton du Danube entre Serbie et Croatie.
Le 21 Novembre 2024, Sun a revendiqué être l'acquéreur de Comedian de Maurizio Cattelan, pour 5,2 millions de dollars (ou 6,2 avec les frais) chez Sotheby's New York. Peu après son acquisition, le 29 Novembre 2024, Sun a mangé la banane lors d'un événement presse à Hong Kong, décrivant cet acte comme une continuation de l'histoire de l'œuvre. Il a également établi des parallèles entre cette œuvre et les NFT (jetons non fongibles), soulignant les similitudes entre l’art conceptuel et la technologie blockchain.